# Vuelta a Burgos 2022
La Vuelta a Burgos 2022, quarantaquattresima edizione della corsa e valevole come trentaduesima prova dell'UCI ProSeries 2022 categoria 2.Pro, si svolse in cinque tappe dal 2 al 6 agosto 2022 su un percorso di 810 km, con partenza da Burgos e arrivo a Lagunas de Neila, in Spagna. La vittoria fu appannaggio del francese Pavel Sivakov, il quale completò il percorso in 19h00'23", alla media di 42,617 km/h, precedendo il portoghese João Almeida e il colombiano Miguel Ángel López.
Sul traguardo di Lagunas de Neila 98 ciclisti, dei 117 partiti da Burgos, hanno portato a termine la competizione.

## Tappe
| Tappa  | Data     | Percorso                              | km  | Vincitore di tappa | Leader cl. generale |
| ------ | -------- | ------------------------------------- | --- | ------------------ | ------------------- |
| 1ª     | 2 agosto | Burgos > Burgos                       | 157 | Santiago Buitrago  | Santiago Buitrago   |
| 2ª     | 3 agosto | Vivar del Cid > Villadiego            | 158 | Timo Roosen        | Santiago Buitrago   |
| 3ª     | 4 agosto | Quintana Martín Galíndez > Villarcayo | 156 | Bastien Tronchon   | Pavel Sivakov       |
| 4ª     | 5 agosto | Torresandino > Clunia                 | 169 | Matevž Govekar     | Pavel Sivakov       |
| 5ª     | 6 agosto | Lerma > Lagunas de Neila              | 170 | João Almeida       | Pavel Sivakov       |
| Totale | Totale   | Totale                                | 810 |                    |                     |

## Squadre e corridori partecipanti
| N.    | Cod. | Squadra                     |
| ----- | ---- | --------------------------- |
| 1-7   | TBV  | Bahrain Victorious          |
| 11-16 | BOH  | Bora-Hansgrohe              |
| 21-27 | MOV  | Movistar Team               |
| 31-37 | TJV  | Jumbo-Visma                 |
| 41-47 | QST  | Quick-Step Alpha Vinyl Team |
| 51-57 | IGD  | Ineos Grenadiers            |
| 61-67 | UAD  | UAE Team Emirates           |
| 71-77 | TFS  | Trek-Segafredo              |
| 81-87 | EFE  | EF Education-EasyPost       |

| N.      | Cod. | Squadra                  |
| ------- | ---- | ------------------------ |
| 91-97   | AQT  | Astana Qazaqstan Team    |
| 101-107 | IPT  | Israel-Premier Tech      |
| 111-117 | ACT  | AG2R Citroën Team        |
| 121-127 | BBH  | Burgos-BH                |
| 131-137 | CJR  | Caja Rural-Seguros RGA   |
| 141-147 | EKP  | Equipo Kern Pharma       |
| 151-157 | EUS  | Euskaltel-Euskadi        |
| 161-167 | EOK  | Eolo-Kometa Cycling Team |

## Dettagli delle tappe

### 1ª tappa
- 2 agosto: Burgos > Burgos – 157 km

Risultati
| Pos. | Corridore          | Squadra | Tempo    |
| ---- | ------------------ | ------- | -------- |
| 1    | Santiago Buitrago  | Bahrain | 3h43'31" |
| 2    | Ruben Guerreiro    | EF      | a 3"     |
| 3    | Tao Geoghegan Hart | Ineos   | s.t.     |

| Pos. | Corridore          | Squadra | Tempo    |
| ---- | ------------------ | ------- | -------- |
| 1    | Santiago Buitrago  | Bahrain | 3h43'31" |
| 2    | Ruben Guerreiro    | EF      | a 3"     |
| 3    | Tao Geoghegan Hart | Ineos   | s.t.     |

### 2ª tappa
- 3 agosto: Vivar del Cid > Villadiego – 158 km

Risultati
| Pos. | Corridore      | Squadra | Tempo    |
| ---- | -------------- | ------- | -------- |
| 1    | Timo Roosen    | Jumbo   | 3h48'43" |
| 2    | Edoardo Affini | Jumbo   | s.t.     |
| 3    | Chris Harper   | Jumbo   | s.t.     |

| Pos. | Corridore         | Squadra | Tempo    |
| ---- | ----------------- | ------- | -------- |
| 1    | Santiago Buitrago | Bahrain | 7h32'14" |
| 2    | Ruben Guerreiro   | EF      | a 3"     |
| 3    | Jai Hindley       | Bora    | s.t.     |

### 3ª tappa
- 4 agosto: Quintana Martín Galíndez > Villarcayo – 156 km

Risultati
| Pos. | Corridore          | Squadra  | Tempo    |
| ---- | ------------------ | -------- | -------- |
| 1    | Bastien Tronchon   | AG2R     | 3h42'17" |
| 2    | Pavel Sivakov      | Ineos    | s.t.     |
| 3    | Alejandro Valverde | Movistar | a 28"    |

| Pos. | Corridore         | Squadra | Tempo     |
| ---- | ----------------- | ------- | --------- |
| 1    | Pavel Sivakov     | Ineos   | 11h14'36" |
| 2    | Santiago Buitrago | Bahrain | a 23"     |
| 3    | Ruben Guerreiro   | EF      | a 26"     |

### 4ª tappa
- 5 agosto: Torresandino > Clunia – 169 km

Risultati
| Pos. | Corridore           | Squadra | Tempo    |
| ---- | ------------------- | ------- | -------- |
| 1    | Matevž Govekar      | Bahrain | 3h36'18" |
| 2    | Valentin Retailleau | AG2R    | s.t.     |
| 3    | Omer Goldstein      | Israel  | s.t.     |

| Pos. | Corridore         | Squadra | Tempo     |
| ---- | ----------------- | ------- | --------- |
| 1    | Pavel Sivakov     | Ineos   | 14h53'57" |
| 2    | Santiago Buitrago | Bahrain | a 23"     |
| 3    | Ruben Guerreiro   | EF      | a 26"     |

### 5ª tappa
- 6 agosto: Lerma > Lagunas de Neila – 170 km

Risultati
| Pos. | Corridore      | Squadra | Tempo    |
| ---- | -------------- | ------- | -------- |
| 1    | João Almeida   | UAE     | 4h06'19" |
| 2    | M. Ángel López | Astana  | s.t.     |
| 3    | Pavel Sivakov  | Ineos   | a 7"     |

| Pos. | Corridore      | Squadra | Tempo     |
| ---- | -------------- | ------- | --------- |
| 1    | Pavel Sivakov  | Ineos   | 19h00'23" |
| 2    | João Almeida   | UAE     | a 35"     |
| 3    | M. Ángel López | Astana  | s.t.      |

## Evoluzione delle classifiche
| Tappa              | Vincitore          | Classifica generale Maglia viola | Classifica a punti Maglia verde | Classifica scalatori Maglia rossa | Classifica giovani Maglia bianca | Classifica a squadre |
| ------------------ | ------------------ | -------------------------------- | ------------------------------- | --------------------------------- | -------------------------------- | -------------------- |
| 1ª                 | Santiago Buitrago  | Santiago Buitrago                | Santiago Buitrago               | Diego Sevilla                     | Santiago Buitrago                | Ineos Grenadiers     |
| 2ª                 | Timo Roosen        | Santiago Buitrago                | Ruben Guerreiro                 | Xabier Azparren                   | Santiago Buitrago                | Ineos Grenadiers     |
| 3ª                 | Bastien Tronchon   | Pavel Sivakov                    | Ruben Guerreiro                 | Vojtěch Řepa                      | Santiago Buitrago                | Ineos Grenadiers     |
| 4ª                 | Matevž Govekar     | Pavel Sivakov                    | Ruben Guerreiro                 | Vojtěch Řepa                      | Santiago Buitrago                | Bora-Hansgrohe       |
| 5ª                 | João Almeida       | Pavel Sivakov                    | Ruben Guerreiro                 | Miguel Ángel López                | Carlos Rodríguez                 | Bora-Hansgrohe       |
| Classifiche finali | Classifiche finali | Pavel Sivakov                    | Ruben Guerreiro                 | Miguel Ángel López                | Carlos Rodríguez                 | Bora-Hansgrohe       |

Maglie indossate da altri ciclisti in caso di due o più maglie vinte
- Nella 2ª tappa Ruben Guerreiro ha indossato la maglia verde al posto di Santiago Buitrago.
- Nella 2ª e 3ª tappa Ilan Van Wilder ha indossato la maglia bianca al posto di Santiago Buitrago.

## Classifiche finali

### Classifica generale - Maglia viola
| Pos. | Corridore         | Squadra    | Tempo     |
| ---- | ----------------- | ---------- | --------- |
| 1    | Pavel Sivakov     | Ineos      | 19h00'23" |
| 2    | João Almeida      | UAE        | a 35"     |
| 3    | M. Ángel López    | Astana     | s.t.      |
| 4    | Carlos Rodríguez  | Ineos      | a 41"     |
| 5    | Ilan Van Wilder   | Quick-Step | a 42"     |
| 6    | Ruben Guerreiro   | EF         | a 47"     |
| 7    | Jai Hindley       | Bora       | a 52"     |
| 8    | Santiago Buitrago | Bahrain    | a 1'06"   |
| 9    | Wilco Kelderman   | Bora       | a 1'09"   |
| 10   | Kenny Elissonde   | Trek       | a 1'18"   |

### Classifica a punti - Maglia verde
| Pos. | Corridore         | Squadra | Punti |
| ---- | ----------------- | ------- | ----- |
| 1    | Ruben Guerreiro   | EF      | 54    |
| 2    | Pavel Sivakov     | Ineos   | 43    |
| 3    | Santiago Buitrago | Bahrain | 38    |
| 4    | Bastien Tronchon  | AG2R    | 32    |
| 5    | Carlos Rodríguez  | Ineos   | 31    |

### Classifica scalatori - Maglia rossa
| Pos. | Corridore       | Squadra     | Punti |
| ---- | --------------- | ----------- | ----- |
| 1    | M. Ángel López  | Astana      | 49    |
| 2    | Pavel Sivakov   | Ineos       | 42    |
| 3    | Vojtěch Řepa    | Kern Pharma | 35    |
| 4    | João Almeida    | UAE         | 30    |
| 5    | Xabier Azparren | Euskaltel   | 28    |

### Classifica giovani - Maglia bianca
| Pos. | Corridore          | Squadra    | Tempo     |
| ---- | ------------------ | ---------- | --------- |
| 1    | Carlos Rodríguez   | Ineos      | 19h01'04" |
| 2    | Ilan Van Wilder    | Quick-Step | a 1"      |
| 3    | Santiago Buitrago  | Bahrain    | a 25"     |
| 4    | Matthew Riccitello | Israel     | a 4'52"   |
| 5    | Álex Martín        | Eolo       | a 9'51"   |

### Classifica a squadre
| Pos. | Squadra               | Tempo     |
| ---- | --------------------- | --------- |
| 1    | Bora-Hansgrohe        | 57h02'04" |
| 2    | Ineos Grenadiers      | a 1'17"   |
| 3    | Bahrain Victorious    | a 3'15"   |
| 4    | Movistar Team         | a 3'38"   |
| 5    | EF Education-EasyPost | a 3'58"   |